# Timothy Bottoms
Timothy James Bottoms (ur. 30 sierpnia 1951 w Santa Barbara) – amerykański aktor i producent filmowy.

## Życiorys
Urodził się jako najstarszy z czterech synów Betty (z domu Chapman) i Jamesa „Buda” Bottomsa, 
rzeźbiarza i nauczyciela sztuki. Wychowywał się trzema młodszymi braćmi: Josephem (ur. 22 kwietnia 1954), Samuelem (ur. 17 października 1955, zm. 16 grudnia 2008) i Benjaminem (ur. 3 grudnia 1960). Był członkiem Teatru Młodzieżowego i 1967 odbył podróż po Europie z Santa Barbara Madrigal Society, gdzie zdobywał doświadczenie aktorskie i wokalne podczas występów w różnych przedstawieniach, w tym West Side Story. W 1970 ukończył Santa Barbara High School.
Debiutował na dużym ekranie rolą młodego żołnierza Joego Bonhama, który podczas I wojny światowej traci wzrok, słuch, ręce i nogi w dramacie wojennym Daltona Trumbo Johnny poszedł na wojnę (Johnny Got His Gun, 1971), za którą był nominowany do Złotego Globu dla najbardziej obiecującego debiutanta. W dramacie Petera Bogdanovicha Ostatni seans filmowy (The Last Picture Show, 1971) i sequelu Texasville (1990) wystąpił w roli Sonny'ego Crawforda. W dramacie W pogoni za papierkiem (The Paper Chase, 1973) zagrał postać ambitnego Jamesa T. Harta, jednego z najzdolniejszych studenta prawa Uniwersytetu Harvarda. W dramacie Alana J. Pakuli Miłość i ból i ta cała cholerna reszta (Love and Pain and the Whole Damn Thing, 1973) pojawił się jako podróżnik Walter Elbertson, który podczas wyprawy Hiszpanii zauroczył się w znacznie od siebie starszej kobiecie (Maggie Smith). Wcielił się w postać biblijnego Dawida w telefilmie ABC Opowieść o Dawidzie (The Story of David, 1976).
W latach 1980–1982 w Apollo Theater na Broadwayu grał rolę Kennetha Talleya, Jr. w spektaklu Lanforda Wilsona Piąty lipca.
Krytyka nie szczędziła mu pochwał za kreację szlachetnego Adama Traska w telewizyjnej ekranizacji powieści Johna Steinbecka ABC Na wschód od Edenu (East of Eden, 1981) z Jane Seymour i Bruce’em Boxleitnerem. Drugoplanowa kreacja Carla Weavera w niezależnej komedii Druga strona medalu (Mixed Blessings, 1998) przyniosła mu nagrodę Jury na festiwalu filmowym w Nowym Jorku. Był trzykrotnie odtwórcą roli prezydenta Stanów Zjednoczonych George’a W. Busha; w sitcomie Ach, ten Bush! (That’s My Bush!, 2001), komedii sensacyjno-przygodowej Łowca krokodyli (The Crocodile Hunter: Collision Course, 2002) i dramacie telewizyjnym 11 września: Czas kryzysu (DC 9/11: Time of Crisis, 2003).

## Życie prywatne
W latach 1975-1975 był żonaty z Alicią Cory, z którą ma syna Bartłomieja (ur. 1977). W 1984 poślubił Marcię Morehart, mają troje dzieci: dwóch synów – Williama Bodiego Bodielytle (ur. 1984) i Bentona Jamesa (ur. 1989) oraz córkę Bridget Benitę (ur. 1987).

## Filmografia

### Filmy
- 1971: Johnny poszedł na wojnę (Johnny Got His Gun) jako Joe Bonham
- 1971: Ostatni seans filmowy (The Last Picture Show) jako Sonny Crawford
- 1973: W pogoni za papierkiem (The Paper Chase) jako Jame T. Hart
- 1973: Miłość i ból i ta cała cholerna reszta (Love and Pain and the Whole Damn Thing) jako Walter Elbertson
- 1974: Szalony świat Juliusa Vroodera (The Crazy World of Julius Vrooder) jako Julius Vrooder
- 1976: Historia Dawida (The Story of David, TV) jako młody Dawid
- 1977: Rollercoaster jako terrorysta podkładający bomby
- 1977: Huragan (Hurricane) jako Jack Sanford
- 1983: Tin Man jako Casey
- 1986: Fantastyk (The Fantasist) jako Danny Sullivan
- 1986: Najeźdźcy z Marsa jako George Gardner
- 1988: Włóczęga (The Drifter) jako Arthur
- 1990: Texasville jako Sonny Crawford
- 1990: Błękit nieba (Blue Sky) jako kowboj z rancza Owensa
- 1995: Superpies jako Nelson Houseman
- 1996: Wuj Sam (Uncle Sam) jako Donald Crandall
- 1998: Druga strona medalu (Mixed Blessings) jako Carl Weaver
- 1998: Człowiek w żelaznej masce (The Man in the Iron Mask) jako Nicolas Fouquet
- 1999: Książę i surfer (The Prince and the Surfer) jako Johnny Canty
- 2000: Ucjena (Held for Ransom) jako Fred Donavan
- 2002: Łowca krokodyli jako prezydent George W. Bush
- 2003: 11 września: Czas kryzysu (DC 9/11: Time of Crisis, TV) jako prezydent George W. Bush
- 2003: Słoń jako Pan McFarland
- 2004: Dziewczyna z sąsiedztwa jako Pan Kidman
- 2005: Krwiożercze wampiry jako Hank Poelker
- 2007: Świąteczny więzień jako Pan Chandler

### Seriale
- 1973: Miasteczko Winesburg
- 1991: Zaginiony ląd jako Thomas „Tom” Porter
- 1998: Różowe lata siedemdziesiąte jako wicedyrektor Cole
- 2001: Ach, ten Bush! jako prezydent George W. Bush
- 2004: Agenci NCIS jako Ritt Everett
- 2005: Chirurdzy jako Carl Murphy
- 2007: Dirt jako Gibson Horne